# Белое (озеро, Бешенковичский район)
Бе́лое (бел. Бе́лае во́зера) — озеро в Бешенковичском районе Витебской области Белоруссии в бассейне реки Черногосница в 16 км к востоку от города Бешенковичи.
Высота над уровнем моря — 131 м. Площадь поверхности — 1,49 км². Объём воды — 7,18 млн м³. Длина озера — 6,17 км, наибольшая ширина — 0,53 км. Максимальная глубина достигает 12,4 м.
Котловина озера сильно вытянута с северо-запада на юго-восток. Склоны котловины на востоке высотой до 3 м, на западе они крутые и достигают 20 м. Берег сливается со склонами котловины, а в северной и южной частях, озеро заболочено. Дно песчаное до глубины 4 м, далее — илистое. Растительность распространена до глубины 4 м.
В озеро впадают ручьи и вытекает ручей в Островенское озеро. Площадь водосбор составляет 13 км².
У озера находятся деревни Городец, Забелье, Малые Павловичи.